# 馬丹市鎮
41°30′N 24°57′E / 41.500°N 24.950°E
馬丹市，是保加利亞的城鎮，位於該國南部，由斯莫梁州負責管轄，首府設於馬丹，面積174.95平方公里，2009年人口14,276，人口密度每平方公里81.58人。